# دون فرانك بروكس
دون فرانك بروكس (بالإنجليزية: Don Frank Brooks) هو موسيقي أمريكي، ولد في 8 مارس 1947، وتوفي في 25 أكتوبر 2000 بسبب ابيضاض الدم.

## وصلات خارجية
- دون فرانك بروكس على موقع IMDb (الإنجليزية)
- دون فرانك بروكس على موقع ميوزك برينز (الإنجليزية)
- دون فرانك بروكس على موقع قاعدة بيانات برودواي على الإنترنت (الإنجليزية)
- دون فرانك بروكس على موقع ديسكوغز (الإنجليزية)